# Ирпень (река)
Ирпе́нь (укр. Ірпінь) — река на Украине, правый приток Днепра. Является частью Ирпенской осушительно-увлажнительной системы, будучи её магистральным каналом.

## Описание
Ирпень имеет протяжённость 162 км и протекает через город Ирпень. Площадь водосборного бассейна — 3340 км². Берёт исток у села Яроповичи Житомирской области. Высота истока — более 195,6 м над уровнем моря. На реке сделаны два водохранилища: Лесное и Корнино, находящиеся возле посёлка городского типа Корнина, также расположенного на реке. Заканчивается возле села Козаровичи, где насосами его воды поднимаются до уровня Киевского водохранилища на реке Днепр. Высота устья — 97 м над уровнем моря.
Минерализация воды реки Ирпень в среднем составляет: весеннее половодье — 295 мг/дм³; летне-осенняя межень — 450 мг/дм³; зимняя межень — 459 мг/дм³.
Наиболее крупные притоки — Кривянка, Белка, Калиновка, Веприк, Жерко, Свинарийка, Куделя, Любка, Мостовая, Нивка, Рокач, Унава, Буча.
На реке Ирпень имеется большое количество различных шлюзов-регуляторов, входящих в сеть осушительно-увлажнительной системы, построенной в конце 60-х годов XX века. Благодаря данному решению удалось превратить заболоченную пойму реки в плодородные земли.

## Исторические сведения
Земли, по которым протекает Ирпень, являлись центром Киевской Руси, и летописи не раз упоминают об этой реке в связи с определёнными историческими событиями. На реке Ирпень находился Белгород-Киевский — западный оборонительный форпост столицы Руси.
Одним из них знаменательных событий, связанных с рекой, была битва на реке Ирпень в 1321 или 1324 году, в результате которой Киев и сопредельные земли попали во владычество Великого Княжества Литовского.
В эпоху, последовавшую за русско-польской войной 1654—1667 годов, и вплоть до первого раздела Речи Посполитой (1772 год) по реке Ирпень проходила граница России и Речи Посполитой, что обусловило наличие ряда городищ по её правому берегу — небольших, квадратных земляных укреплений, являющихся остатками русских форпостов XVII—XVIII веков.
По реке Ирпень в 1941 году Красной армией была создана первая линия обороны города Киева от немецких войск.